# Bradbury (Durham)
Bradbury – wieś w Anglii, w hrabstwie Durham. Leży 15 km na południe od miasta Durham i 361 km na północ od Londynu.